# Виктимологија
Виктимологија је интердисциплинарна наука која проучава особе и групе које су постале жртве криминала, рата, верских, расних и политичких прогона, саобраћајних несрећа, елементарних непогода, инфективних болести итд. Када су у питању жртве насиља, у оквиру виктимологије интердисциплинарно се проучавају значајна обележја жртава – психолошки услови који су претходили догађају као и последице које су уследиле. Поред тога, значајна пажња посвећује се проучавању карактеристика насилника, чиме се стварају могућности за превентивни рад државних, судских и социјалних служби.